# NGC 4092
NGC 4092 (również PGC 38338 lub UGC 7087) – galaktyka spiralna (Sab), znajdująca się w gwiazdozbiorze Warkocza Bereniki. Odkrył ją William Herschel 26 kwietnia 1785 roku. Jest to galaktyka z aktywnym jądrem.